# Wolfsschlucht nördlich von Wallersberg
Die Wolfsschlucht nördlich von Wallersberg ist eine Rhätsandsteinschlucht nordöstlich von Wallersberg, einem Gemeindeteil der mittelfränkischen Gemeinde Schwarzenbruck in Bayern.

## Beschreibung
Die etwa 250 Meter lange und wildromantisch anmutende Schlucht wird von stark verwitterten Felsformationen aus Sandstein umschlossen. Die Schlucht ist teilweise sehr eng und tief in den Fels eingeschnitten. Ein kleiner namenloser Bach, der durch die Schlucht fließt, mündet nahe Burgthann in die Schwarzach. Dieser Bach entspringt oberhalb der Schlucht und wird durch weitere kleinere Quellen im Bereich der Schlucht gespeist. Hier ist auch ein kleiner etwa 3 Meter hoher Wasserfall entstanden, der jedoch nur zeitweise Wasser führt.
Die Wolfsschlucht bildet ergänzend die Gemeindegrenze der Gemeinde Schwarzenbruck und der Stadt Altdorf bei Nürnberg.

## Geologie
Im Lauf der Jahrtausende hat sich der Bach tief in die Schichten des Rhät-Lias-Sandsteins und der Oberen Feuerletten eingegraben und so natürliche Gesteinsaufschlüsse hervorgebracht.
Vor etwa 200 Millionen Jahren, in der Übergangszeit zwischen Trias (Oberer Keuper = Rhät) und Jura (Lias), gab es in Mittelfranken ein flaches Binnenmeer im Nordwesten und Festland im Südosten. In diesem Meer wurden feinkörnige und sandige Sedimente abgelagert, die sich später zu Ton- und Sandstein verfestigten. Da man nicht klar unterscheiden kann, welche der Gesteine dem Rhät und welche dem Lias zuzuordnen sind, bezeichnet man diese als Rhät-Lias-Übergangsschichten.
In der Schlucht kommt es immer wieder zu Felsstürzen.

## Schutzgebiet
Das Gebiet ist Bestandteil des Natura 2000 Netzwerkes und als Teil des Schutzgebietes DE6633371, NSG 'Schwarzach-Durchbruch' und Rhätschluchten bei Burgthann ausgewiesen.
Die Schlucht ist vom Bayerischen Landesamt für Umwelt als Geotop 574R004 und als Naturdenkmal (ND-Nr. ND-04666) ausgewiesen. Sie ist auch ein Teil des Landschaftsschutzgebietes Schwarzachtal mit Nebentälern (LSG-00587.01).

## Zugang
Die Schlucht ist ganzjährig frei zugänglich. Durch die Schlucht führt ein schmaler, naturbelassener Pfad, der Trittsicherheit erfordert. Der Pfad zweigt südlich vom Fränkischen Dünenweg ab. In unmittelbarer Nähe befindet sich die sehenswerte Sophienquelle.

## Bildergalerie

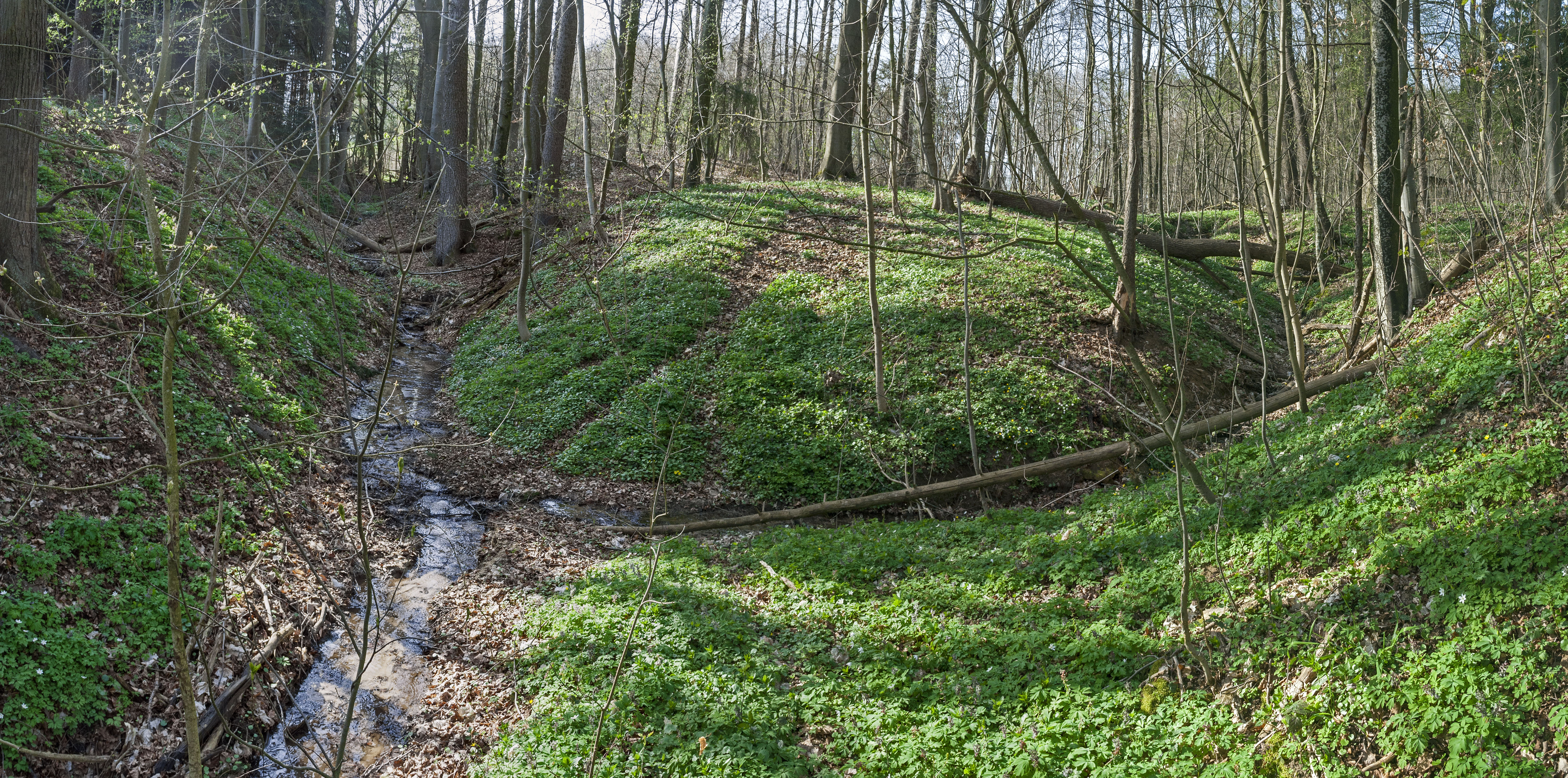
Das Quellgebiet der Baches
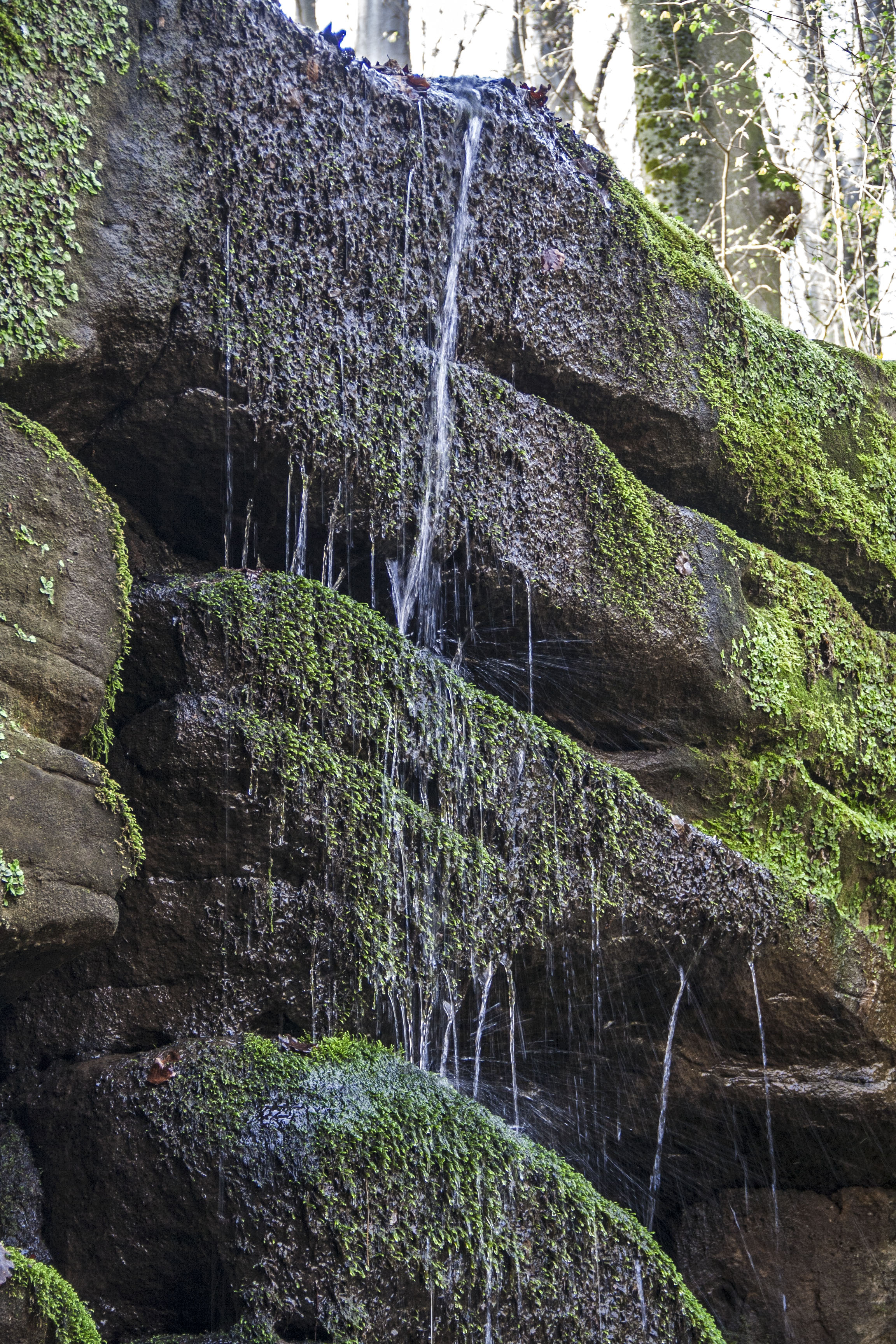
Der Wasserfall
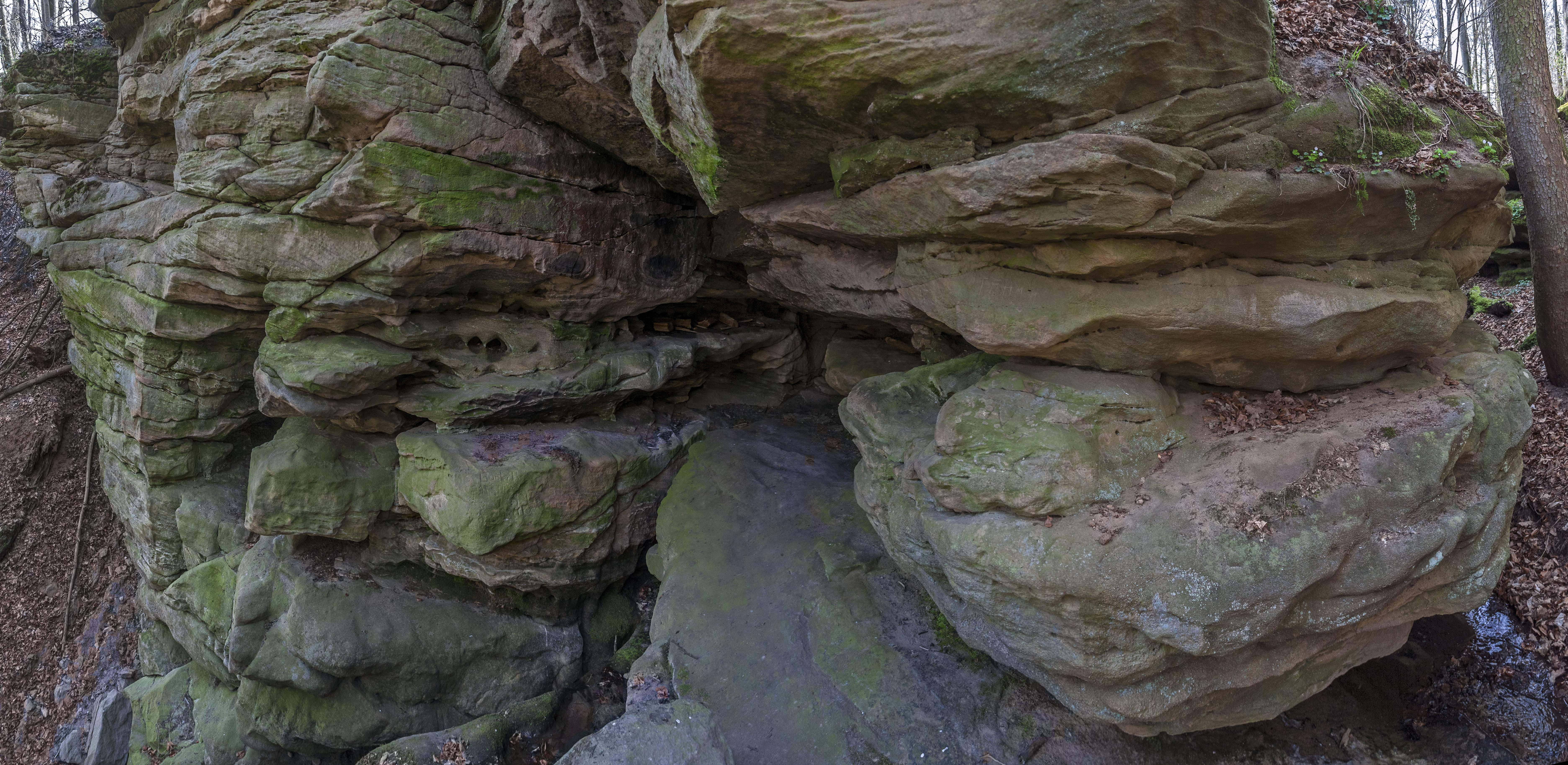
Aufschluss